# Pygora rufovaria
Pygora rufovaria är en skalbaggsart som beskrevs av Leon Fairmaire 1903. Pygora rufovaria ingår i släktet Pygora och familjen Cetoniidae. Inga underarter finns listade i Catalogue of Life.